# Jehuda ben Isaak Abravanel
Jehuda ben Isaak Abravanel (auch Juda ben Isaak Abravanel, kurz Abravanel oder Abrabanel, lateinisch Leo Hebraeus, italienisch Leone Ebreo, hebräisch יהודה בן יצחק אברבנאל; * um 1460 in Lissabon; † nach 1521 in Neapel) war ein jüdischer Philosoph, Arzt und Dichter aus Portugal, der die zweite Hälfte seines Lebens in Italien verbrachte.
Den Namen Leo bzw. Leone („Löwe“), mit dem er in der modernen Literatur meist bezeichnet wird, legte er sich erst als Erwachsener zu. Es handelt sich um eine Anspielung auf seinen hebräischen Namen Jehuda bzw. Juda, da Juda, der Stammvater des hebräischen Stammes Juda, im Tanach mit einem Löwen verglichen wird.
Abravanel gehörte zu den prominenten Vertretern des Platonismus in der Renaissance. Er verfügte über eine hervorragende humanistische Bildung und kannte sich in der christlichen ebenso wie in der jüdischen und der islamischen philosophischen Tradition aus. Sein Hauptwerk, die Dialoghi d’amore („Dialoge über die Liebe“), knüpft an Platons Konzept des literarisch kunstvoll gestalteten philosophischen Dialogs an. Wie bei Platon und in der traditionellen belehrenden Dialogliteratur bemühen sich in den Dialoghi d’amore die Gesprächspartner gemeinsam um Erkenntnis. Abravanel wandelt jedoch das herkömmliche Konzept ab, indem er an die Stelle des üblichen Lehrer-Schüler-Verhältnisses der Dialogteilnehmer einen Gedankenaustausch und zugleich geistigen Kampf zweier ebenbürtiger Gesprächspartner setzt. Der erotische Aspekt des Verhältnisses zwischen den beiden Protagonisten, einem verliebten Mann und einer skeptischen, wissensdurstigen Frau, schafft einen lebensnahen Rahmen für die philosophische Auseinandersetzung mit der Theorie der Liebe.

## Leben

### Herkunft und Jugend in Portugal

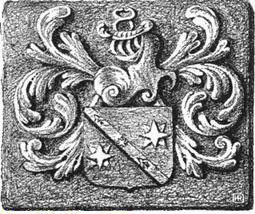
Wappen der Familie Abravanel

Jehuda Abravanel war der älteste Sohn des Philosophen und Staatsmanns Isaak Abravanel. Anscheinend wurde er um 1460 geboren. Seine Familie gehörte zu den angesehensten jüdischen Geschlechtern der Iberischen Halbinsel; schon sein Großvater Jehuda (Juda) und sein Urgroßvater Samuel Abravanel hatten im Dienst der portugiesischen Königsdynastie wichtige Funktionen ausgeübt. Sein Vater Isaak stand lange im Dienst des judenfreundlichen portugiesischen Königs Alfons V. († 1481), in dessen Finanzverwaltung er in leitender Position tätig war. Daher wuchs Jehuda in Lissabon auf, wo er eine solide philosophische und theologische Bildung erhielt; auch seine medizinische Ausbildung erfolgte dort, und 1483 war er bereits als Arzt tätig. Alfons’ Nachfolger Johann II. nahm jedoch gegenüber den Juden eine feindliche Haltung ein. Isaak, dem die Verhaftung drohte, da er zum Umkreis des hingerichteten Herzogs Ferdinand II. von Braganza gehörte und des Hochverrats verdächtigt wurde, floh im Mai 1483 nach Spanien; seine Frau und die Kinder folgten bald nach. In Portugal wurde er angeklagt und am 30. Mai 1485 in Abwesenheit zum Tode verurteilt.

### Leben in Spanien
In Spanien nahmen König Ferdinand und Königin Isabella I. die Familie Abravanel, die sich in Sevilla niederließ, zunächst wohlwollend auf. Isaak übernahm die Leitung der Finanzverwaltung Isabellas. Jehuda wurde Leibarzt des Königspaars und blieb bis 1492 in dieser Stellung. In Spanien heiratete er; um 1491 wurde ihm ein Sohn geboren, den er Isaak nannte. Als jedoch das spanische Königspaar 1492 die Vertreibung der Juden anordnete, geriet auch die Familie Abravanel in eine prekäre Lage. Das Königspaar übte starken Druck auf Isaak und Jehuda aus, um sie zur Taufe zu zwingen; als Christen hätten sie bleiben und ihre Stellungen behalten können. Dies lehnten beide strikt ab. Als Jehuda erfuhr, dass man seinen etwa einjährigen Sohn entführen wollte, um ihn zu taufen und so vollendete Tatsachen zu schaffen, ließ er das Kind nach Portugal bringen. Die Familie Abravanel emigrierte im Herbst 1492 nach Italien. In Portugal ordnete König Manuel I. die Zwangstaufe jüdischer Kinder an. Daher wurde auch Jehudas Sohn Isaak, der dort zurückgeblieben war, getauft und einem Konvent der Dominikaner zur Erziehung übergeben. Unter dem Namen Henrique Fernandes blieb er in Portugal.

### Leben in Italien

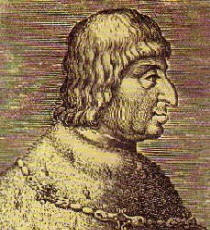
König Ferdinand I. von Neapel

In Neapel hieß König Ferdinand I. die Familie willkommen. Auch dort erlangte Isaak eine leitende Stellung in der königlichen Finanzverwaltung und konnte einen beträchtlichen Wohlstand aufbauen, und Jehuda wurde Leibarzt des Königs. Die kulturelle Atmosphäre war anregend, denn Neapel war damals ein bedeutendes Zentrum des Renaissance-Humanismus. Als jedoch im Februar 1495 der französische König Karl VIII. Neapel eroberte und anschließend Pogrome gegen die dortigen Juden stattfanden, musste die Familie Abravanel erneut fliehen. Jehuda übersiedelte mit seiner Frau nach Genua, wo er als Arzt willkommen war. Als aber 1501 auch die Republik Genua judenfeindliche Maßnahmen ergriff, sah er sich gezwungen, die Stadt zu verlassen.
Jehuda folgte nun einer Einladung König Friedrichs I. zur Rückkehr nach Neapel, doch wurde Friedrich noch im selben Jahr entmachtet. Im Januar 1504 wurde der spanische Feldherr Gonzalo Fernández de Córdoba y Aguilar zum Vizekönig von Neapel ernannt. Er schätzte Jehuda und machte ihn wahrscheinlich zu seinem Leibarzt. Doch schon 1507 wurde der Vizekönig abberufen, und die Lage der Juden verschlechterte sich, bis schließlich 1510 die Behörden die Vertreibung aller Juden anordneten. Jehuda war schon vorher nach Venedig ausgewichen. Später kehrte er ein drittes Mal nach Neapel zurück. Dort setzte sich der Vizekönig Ramón Folch de Cardona für ihn ein und bewog 1520 Kaiser Karl V. dazu, ein Dekret zugunsten der Juden zu erlassen, worin in einem besonderen Paragraphen Jehuda mit seiner Familie durch Befreiung von Abgaben privilegiert wurde. Offenbar wurde seine medizinische Kompetenz dringend benötigt; sie verschaffte ihm die Stellung des Leibarztes des Vizekönigs. Zu seinen prominenten Patienten gehörte der Kardinal Raffaele Riario, dessen Heilung nach schwerer Krankheit Aufsehen erregte. Auch Jehudas jüngerer Bruder Samuel und dessen Gattin Benvenida spielten in der jüdischen Gemeinde von Neapel eine prominente Rolle. 1521 ist Jehuda letztmals als lebend bezeugt; sein Todesjahr ist unbekannt, 1535 war er jedenfalls schon seit längerer Zeit nicht mehr am Leben. Die in den vierziger Jahren des 16. Jahrhunderts auftauchende Behauptung, er sei schließlich doch noch Christ geworden, ist nicht glaubwürdig.

## Werke

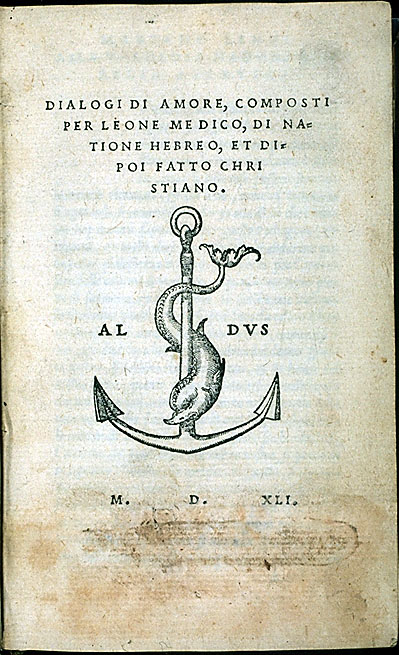
Dialoghi d’amore, Titelblatt des Druckes Venedig 1541 mit der unwahren Behauptung, der Autor sei zum Christentum übergetreten

Jehuda Abravanels Hauptwerk Dialoghi d’amore („Dialoge über die Liebe“) besteht in der erhalten gebliebenen Fassung aus drei Büchern mit jeweils einem Dialog. Ein viertes Buch ist verloren. Die Dialoghi entstanden im Lauf mehrerer Jahre schon um die Jahrhundertwende, wurden aber erst nach dem Tod des Autors veröffentlicht. Die Dialogpartner sind Sofia, die einerseits die Weisheit personifiziert, andererseits als unwissend erscheint, und Filone, der für die erotische Leidenschaft steht. Filone wirbt um Sofia, die abweisend reagiert. Das Gespräch kreist sowohl um das Verhältnis der beiden als auch um die philosophische Ergründung des Phänomens Liebe. Das erste Buch handelt von der Definition und vom Wesen der Liebe, vom Verhältnis zwischen Liebe und Begierde und den verschiedenen Liebesobjekten des Menschen, das zweite von der Universalität der Liebe und ihrer Rolle im Kosmos außerhalb des menschlichen Bereichs. Im dritten Dialog, der mehr als die Hälfte des Werks ausmacht, werden die metaphysischen Hauptthesen des Autors vorgetragen; zu den Themen gehören der Ursprung und das Ziel der Liebe und das Wesen der Schönheit. Im verlorenen vierten Dialog wurden die Wirkungen der Liebe erörtert.
Der Ausgangspunkt der Gespräche ist Filones Bekenntnis, dass er Sofia liebe und begehre. Damit geht er von der Annahme einer Zusammengehörigkeit von Liebe und Begehren aus. Dies begründet er damit, dass beide sich auf dasselbe Objekt richten, wobei vorausgesetzt wird, dass dieses existiert, bekannt ist und geschätzt wird. Sofia hält Liebe und Begehren für gegensätzlich und unvereinbar. Sie meint, man liebe, was man hat, und begehre, was man nicht hat; die Liebe beginne erst nachdem das Begehren an sein Ziel gelangt sei. Filones Einstellung zur Liebe entspricht ungefähr einer aristotelischen Betrachtungsweise, diejenige Sofias einer platonischen. Die sprechenden Namen der beiden (Filone, griechisch Philon, als Liebender, Sofia, griechisch Sophia, als Weisheit) lassen einen allegorischen Sinn erkennen (Filones auf Sofia gerichtetes Begehren als Suche des Philosophen nach der Weisheit). Im Lauf der Diskussion ergibt sich eine differenzierte Bestimmung der möglichen Objekte von Liebe und Begehren und des Verhältnisses der Liebenden bzw. Begehrenden zu ihnen. Dabei wird auch die Gottesliebe eingehend untersucht.
Stilistisch knüpfen die Dialoghi an die Dialoge Platons an, inhaltlich sind sie von der Philosophie des mittelalterlichen jüdischen Denkers Solomon ibn Gabirol beeinflusst, dessen philosophisches Hauptwerk ebenfalls in Dialogform gestaltet ist. Ein wesentlicher Unterschied zu diesen Vorbildern besteht darin, dass bei Abravanel nicht ein Lehrer einen Schüler belehrt, sondern zwei weitgehend ebenbürtige Gesprächspartner diskutieren, wobei beide ihre Stärken und Schwächen zeigen. Sofia hält das Gespräch mit ihren Fragen und Einwänden in Gang und zwingt so den oft passiven und zögernden Filone, dessen Antrieb seine Verliebtheit ist, seine Positionen und Argumente zu überprüfen und sein Verständnis der aufgeworfenen Fragen zu vertiefen.
Eine Übereinstimmung mit manchen Dialogen Platons liegt darin, dass nicht ein philosophisches System konstruiert wird, sondern die Gesprächspartner eine Fülle von teils einander widersprechenden Aussagen und Gesichtspunkten präsentieren. So vermeidet der Autor eine ausdrückliche eigene Festlegung und regt den Leser zu eigener Auseinandersetzung mit den angesprochenen Problemen an. Der Ausgang von Filones Bemühungen, Sofia zu überzeugen, bleibt zumindest im erhaltenen Teil des Werks sowohl auf der persönlichen als auch auf der philosophischen Ebene offen. Der Autor erstrebt nicht einen Sieg des platonischen Standpunkts über den aristotelischen, sondern zielt auf eine Harmonisierung ab.
Antike mythologische Stoffe werden aufgegriffen und allegorisch interpretiert. Zwar werden jüdische Propheten und Weise zitiert, doch fehlt der Hintergrund der jüdischen Theologie. Die Abfassung in italienischer Sprache kann darauf deuten, dass das Werk besonders für eine gebildete nichtjüdische Leserschaft bestimmt war. Allerdings ist die Frage, in welcher Sprache der Autor ursprünglich schrieb, umstritten; in der Forschung ist eine hebräische, portugiesische, spanische oder lateinische Urfassung in Betracht gezogen worden. Falls eine dieser Hypothesen zutrifft, könnte die Übersetzung in die toskanische Mundart der Erstausgabe von 1535 erst kurz vor der Drucklegung, nach dem Tod des Verfassers, erfolgt sein. Einer anderen Forschungsmeinung zufolge sind diese Vermutungen unhaltbar und ist von einem italienischen Originaltext auszugehen.
Außerdem verfasste Abravanel fünf hebräische Gedichte. Das bekannteste von ihnen ist das Klagegedicht „Klage über die Zeit“ (hebräisch Telunah ʿal ha-zeman, italienisch Elegia sopra il destino, 137 Verse). Darin beklagt er den Verlust seines ihm entzogenen älteren Sohnes Isaak und den Tod seines jüngeren Sohnes Samuel, der 1504 im Alter von fünf Jahren starb. Seine Klage richtet sich gegen das Schicksal, das ihm die Kinder entriss und das er als seinen Feind und Verfolger bezeichnet. Ein weiteres Klagegedicht schrieb er beim Tod seines Vaters. Die drei anderen Gedichte dienten der Würdigung der Leistungen seines Vaters.
Eine Schrift Abravanels über die Himmelsharmonie, die er auf Anregung des Humanisten Giovanni Pico della Mirandola verfasste, ist seit der zweiten Hälfte des 16. Jahrhunderts verloren.

## Lehre
Abravanels Philosophie ist synkretistisch. Er nimmt an, dass die Lehren der bedeutenden antiken Philosophen in höherem oder geringerem Maß an einer universellen Wahrheit Anteil haben und dass diese Wahrheit in der jüdischen Tradition ebenfalls und in vollkommenerer Gestalt zu finden ist.
Die neuplatonische Prägung von Abravanels Denken äußert sich unter anderem darin, dass er wie ibn Gabirol, auf den er sich beruft, auch den rein geistigen Substanzen eine Zusammensetzung aus Materie und Form zuschreibt (universeller Hylemorphismus). Diese Auffassung stammt aus dem antiken Neuplatonismus.

### Die Liebe als Weltprinzip
In den Dialoghi beschreibt Abravanel die Liebe als universales Prinzip, das die gesamte Schöpfung verbinde und auch für die Beziehung des Menschen zu Gott ausschlaggebend sei. Mit diesem neuplatonisch inspirierten, in manchen humanistischen Kreisen beliebten Gedanken der Welteinheit nähert er sich inhaltlich einer pantheistischen Denkweise, wobei er jedoch formal stets am strengen Monotheismus des Judentums festhält. Nach seiner Überzeugung ist dieses Universum nur eines unter einer Mehrzahl von Parallelwelten. Er betrachtet es als eine aus optimal aufeinander abgestimmten Teilen zusammengesetzte, ideal proportionierte Einheit und als einen Organismus. Die Gesamtheit der Teile – sowohl der ewigen als auch der vergänglichen – ist für die Vollkommenheit des Kosmos erforderlich. Die Vollendung des Ganzen beruht somit auf der Vollendung aller Teile. Jeder Teil strebt gemäß seiner natürlichen Veranlagung seiner Vollendung zu, womit er zugleich zur Vollendung der Harmonie und Einheit des Ganzen beiträgt. Dieses als Liebe bezeichnete Streben ist das belebende Prinzip des gesamten Universums, sowohl hinsichtlich des Seins als auch hinsichtlich des Werdens. Als belebendes Prinzip ist die Liebe Wirkursache; insoweit sie nach Vollendung des Ganzen strebt, erfüllt sie zugleich die Funktion einer Zielursache.
Aus Abravanels Sicht bedarf die Liebe des Niederen zum Höheren, mit dem es sich verbinden und an dessen größerer Vollkommenheit es teilhaben will, keiner besonderen Begründung. Eine Liebe des Höheren zum Niederen (Gottes und der Himmelswesen zu den Menschen) ist jedoch erklärungsbedürftig. Dies gilt insbesondere für Gott, wenn man davon ausgeht, dass er wegen seiner absoluten Vollkommenheit keine Bedürfnisse haben kann, die sich auf etwas außerhalb von ihm Befindliches richten. Platon und die Neuplatoniker betrachten die Annahme einer Liebe des Höheren zum Niederen als unsinnig und frevelhaft, da das Höhere des Niederen in keiner Weise bedürfe. Abravanel hingegen, der die Liebe zum Seinsprinzip der Welt erhebt, sieht sich im Rahmen seines Konzepts vor die Aufgabe gestellt, eine Ursache für Gottes Liebe zu den Geschöpfen anzugeben und plausibel zu machen. Damit setzt er sich intensiv auseinander.
Dabei geht er von seiner Vorstellung der Welteinheit aus. Ein Mangel des Niederen sei ein Mangel des einheitlichen Weltorganismus und betreffe somit auch das Höhere; daher wende sich das Höhere dem Niederen in Liebe zu. In der kosmischen Ordnung sei das Höhere Ursache, das Niedere Wirkung. Wenn sich das Verursachende mit einem Mangel in seinen Wirkungen abfände, würde es damit in sich selbst eine Unvollkommenheit dulden. Daher sorge es für die Erlösung und Vervollkommnung des Niederen. Das Endziel des Ganzen sei die einheitliche Vollkommenheit des gesamten Kosmos. Für jeden der Teile sei sowohl die eigene Vollkommenheit in sich als auch die rechte Einordnung in die Gesamtheit und der Dienst an der Vervollkommnung des Universums anzustreben, wobei das letztere Ziel das beglückendere sei. In diesem Sinne sei auch der Abstieg der Seele in die Körperwelt zu verstehen. Er bezwecke die Belebung und Beseeltheit auch der niederen Bereiche des Universums, denn auch ihnen solle das göttliche Licht und die göttliche Gnade nicht fehlen. Es gebe einen Kreislauf der Liebe (circolo amoroso) von Gott zur Welt und zurück.
Das Problem der Liebe des vollkommenen Gottes zu den unvollkommenen Geschöpfen versucht Abravanel zu lösen, indem er zwischen einer absoluten Vollkommenheit in Gott selbst und einer relativen Vollkommenheit Gottes in Bezug auf dessen Verhältnis zur Welt unterscheidet, wobei die relative Vollkommenheit die Annahme einer liebevollen Hinwendung zur Schöpfung ermöglicht. Er meint, die erste Liebe sei zugleich mit der Welt entstanden, denn Gott habe die Welt aus Liebe zu seiner eigenen Schönheit geschaffen.
Der Ursprung der Liebe unter den Menschen liegt für Abravanel im Geliebten. Er meint, der Geliebte stehe, da er im Liebenden die Liebe erzeuge, höher als dieser, und bei gegenseitiger Liebe stehe jeder der Partner, insofern er geliebt wird, höher als in seiner Eigenschaft als Liebender. Sogar Gott sei größer und erhabener, insofern er von sich selbst geliebt wird, als insofern er sich liebt. Damit wendet Abravanel sich gegen Platon, der in seinem Dialog Symposion die umgekehrte Rangordnung von Liebendem und Geliebtem vertritt. Für Platon ist der Liebende als der Tätige, in dem der Gott wirkt, notwendigerweise „göttlicher“ als der Geliebte. Abravanel hält seine gegenteilige Auffassung für eine Konsequenz aus seiner metaphysischen und allumfassenden Konzeption der Liebe.

### Ästhetik
In der Ästhetik vertritt Abravanel die Überzeugung, alle geschaffenen Dinge seien irgendwie schön. Das Ausmaß der Schönheit eines Körpers hänge davon ab, in welchem Maß die Form ihn bestimme und erfülle. Die Schönheit der Idee eines Kunstwerks im Geist des Künstlers übertreffe diejenige des verwirklichten Kunstwerks, denn die Form verliere durch die Hinzufügung der Materie so viel an Vollendung wie das stoffliche Objekt dabei gewinne. Die sinnlich wahrnehmbare Schönheit sei der Glanz der Ideen, der wahren Schönheiten, in den Dingen. Schönheit sei überall eine objektive Gegebenheit; die Verschiedenheit der ästhetischen Urteile der Menschen resultiere aus deren unterschiedlich ausgeprägter Fähigkeit zu ästhetischer Wahrnehmung. Manche Menschen seien leicht in der Lage, Schönheit zu erkennen, andere nur mit Schwierigkeiten, andere gar nicht; manche könnten es von sich aus, andere erst dank ihrer Bildung, andere seien zu solcher Bildung überhaupt nicht fähig. Mangelnde Fähigkeit zur Schönheitswahrnehmung sei auf Grobheit der Körpermaterie zurückzuführen, welche die Seele verdunkle. Damit entfernt sich Abravanel von der traditionellen, schon im Spätmittelalter dominierenden Deutung der Schönheit als einer Proportion der Teile des schönen Objekts. Gegen diese in der Renaissance vor allem von Leon Battista Alberti vertretene Schönheitsdefinition wendet er ein, dass sie die Schönheit des Einfachen, nicht Zusammengesetzten (etwa der Farben und des Lichts) nicht berücksichtige.

## Rezeption

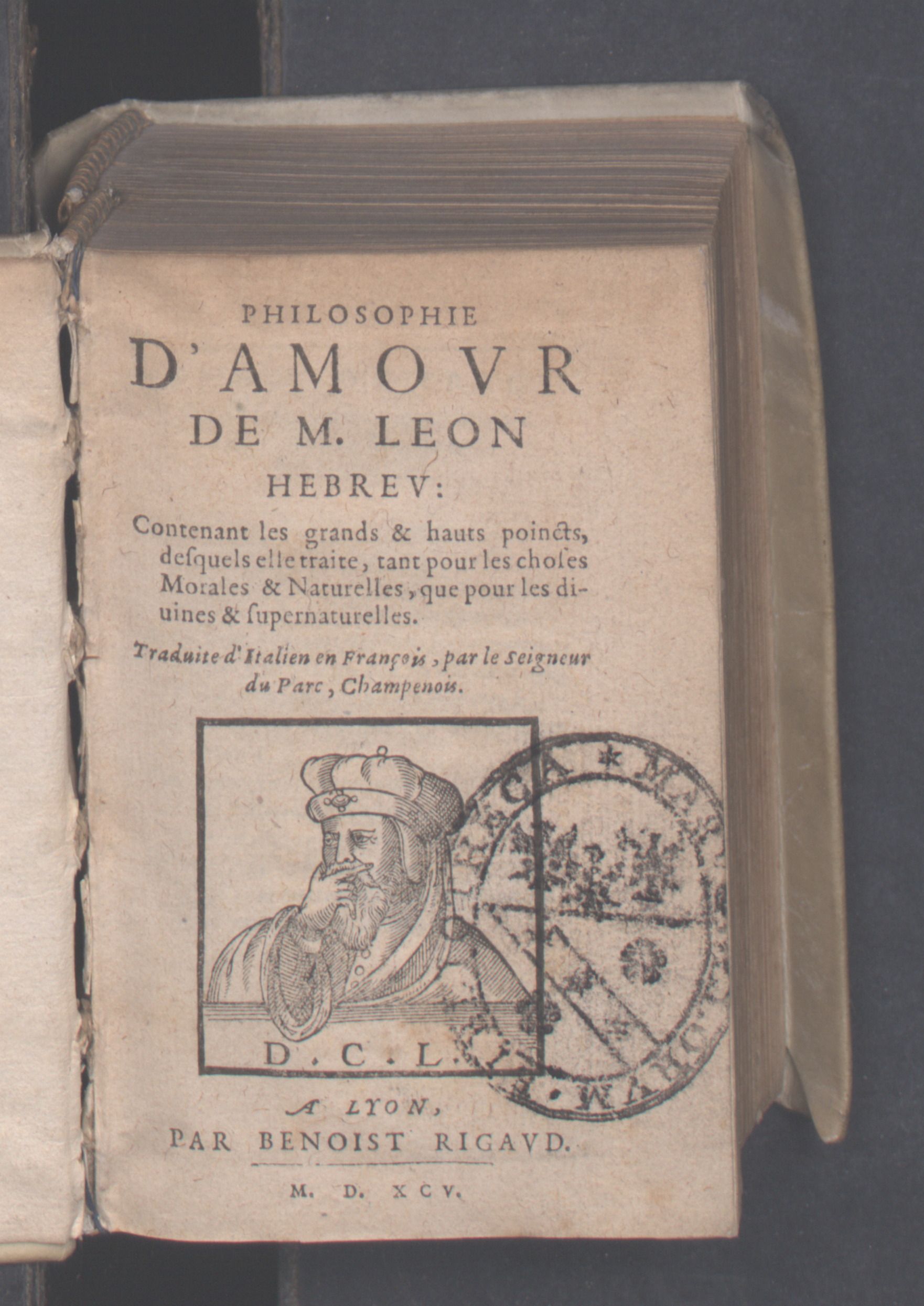
Französische Übersetzung der Dialoghi von Denis Sauvage: Philosophie d'amour, Lyon 1595

1535 erschien in Rom die Erstausgabe der Dialoghi, die auch die Gedichte enthält. Es folgten weitere Ausgaben – die zwölfte erschien 1607 – sowie Übersetzungen in zahlreiche Sprachen (darunter drei spanische, zwei französische, eine lateinische und eine hebräische). Die Nachwirkung in der christlich geprägten Welt war weitaus stärker als diejenige im Judentum. Zahlreiche Abhandlungen und Dialoge des 16. Jahrhunderts über die Liebe fußten auf der Gedankenwelt der Dialoghi; die italienische, französische und spanische Liebeslyrik griff Abravanels Konzepte auf. Hinsichtlich der Frage der Rangordnung zwischen Liebendem und Geliebtem konnte sich seine Auffassung allerdings nicht gegen die Autorität Platons durchsetzen. Scharfe Kritiker von Abravanels Werk waren Ronsard und Montaigne, die den Vorwurf unnatürlicher Künstelei erhoben. Am Ende des 16. Jahrhunderts hatte die Nachwirkung der Dialoghi ihren Höhepunkt überschritten. In Spanien wurden sie 1612 auf den Index der verbotenen Bücher gesetzt, nachdem 1590 als dritte spanische Übersetzung die Traduzion del indio de los tres Diálogos de amor des Inca Garcilaso de la Vega erschienen war; die portugiesische Inquisition folgte dem Verbot 1625.
Giordano Bruno hat die Dialoghi anscheinend gekannt und sich von ihnen anregen lassen, doch erwähnt er Abravanel nirgends. Auch Baruch Spinoza verwertete Ideen aus den Dialoghi.

## Ausgaben und Übersetzungen
- Leone Ebreo: Dialoghi d’Amore. Hebräische Gedichte, hrsg. Carl Gebhardt, Winter, Heidelberg 1929 (Faksimile-Nachdruck der Erstausgabe der Dialoghi von 1535; im Anhang hebräische Gedichte Jehudas mit deutschen Übersetzungen sowie Quellentexte zur Lebensgeschichte)
- Leone Ebreo (Giuda Abarbanel): Dialoghi d’amore, hrsg. Santino Caramella, Laterza, Bari 1929 (mit italienischer Übersetzung hebräischer Gedichte Jehudas im Anhang)
- Leão Hebreu (Iehudah Abrabanel): Dialoghi d’amore, hrsg. Giacinto Manuppella, Band 1: Testo italiano, note, documenti, Band 2: Diálogos de amor. Versão portuguesa, bibliografia, Instituto Nacional de Investigação Científica, Lisboa 1983
- Sergius Kodera: Filone und Sofia in Leone Ebreos Dialoghi d’amore. Platonische Liebesphilosophie der Renaissance und Judentum. Lang, Frankfurt am Main 1995, ISBN 3-631-47949-2, S. 148–203 (Übersetzung des ersten Dialoges)
- Leone Ebreo: Dialogues of Love, University of Toronto Press, 2016, ISBN 1487521472